# Lelogama
Lelogama is een bestuurslaag in het regentschap Kupang van de provincie Oost-Nusa Tenggara, Indonesië. Lelogama telt 2297 inwoners (volkstelling 2010).